# Alessandro Metz
Alessandro Metz, accreditato talvolta anche come Sandro Metz (Roma, 10 maggio 1940), è un regista e sceneggiatore italiano.

## Biografia
Figlio dello sceneggiatore Vittorio, Alessandro Metz ha iniziato la propria carriera in qualità di aiuto regista intorno alla seconda metà degli anni cinquanta, ma è solo nel decennio successivo che il suo operato segue una certa continuità. 
Negli anni sessanta Alessandro Metz ha lavorato per diversi registi instaurando diversi sodalizi artistici che lo porteranno ad essere presente in diversi film diretti da Mariano Laurenti, Michele Massimo Tarantini e da Castellano e Pipolo; nella prima metà degli anni ottanta il regista ha diretto anche due film di scarso richiamo di cui uno appartenente alla serie apocrifa di Pierino. 
Forse deluso dalle aspettative della regia e nonostante la promozione al rango, Alessandro Metz retrocederà a questa qualifica dopo il secondo lungometraggio cinematografico, lavorando negli ultimi anni maggiormente con i registi Castellano e Pipolo.

## Filmografia

### Regista
- Pierino il fichissimo (1981)
- Care amiche mie (1981)
- È forte un casino! (1982)

### Regista della seconda unità
- Missione eroica - I pompieri 2, regia di Giorgio Capitani (1987)

### Sceneggiatore
- Pierino il fichissimo, regia di Alessandro Metz (1981)
- È forte un casino!, regia di Alessandro Metz (1982)
- Una vacanza del cactus, regia di Mariano Laurenti (1982)